# Új-Zéland himnusza

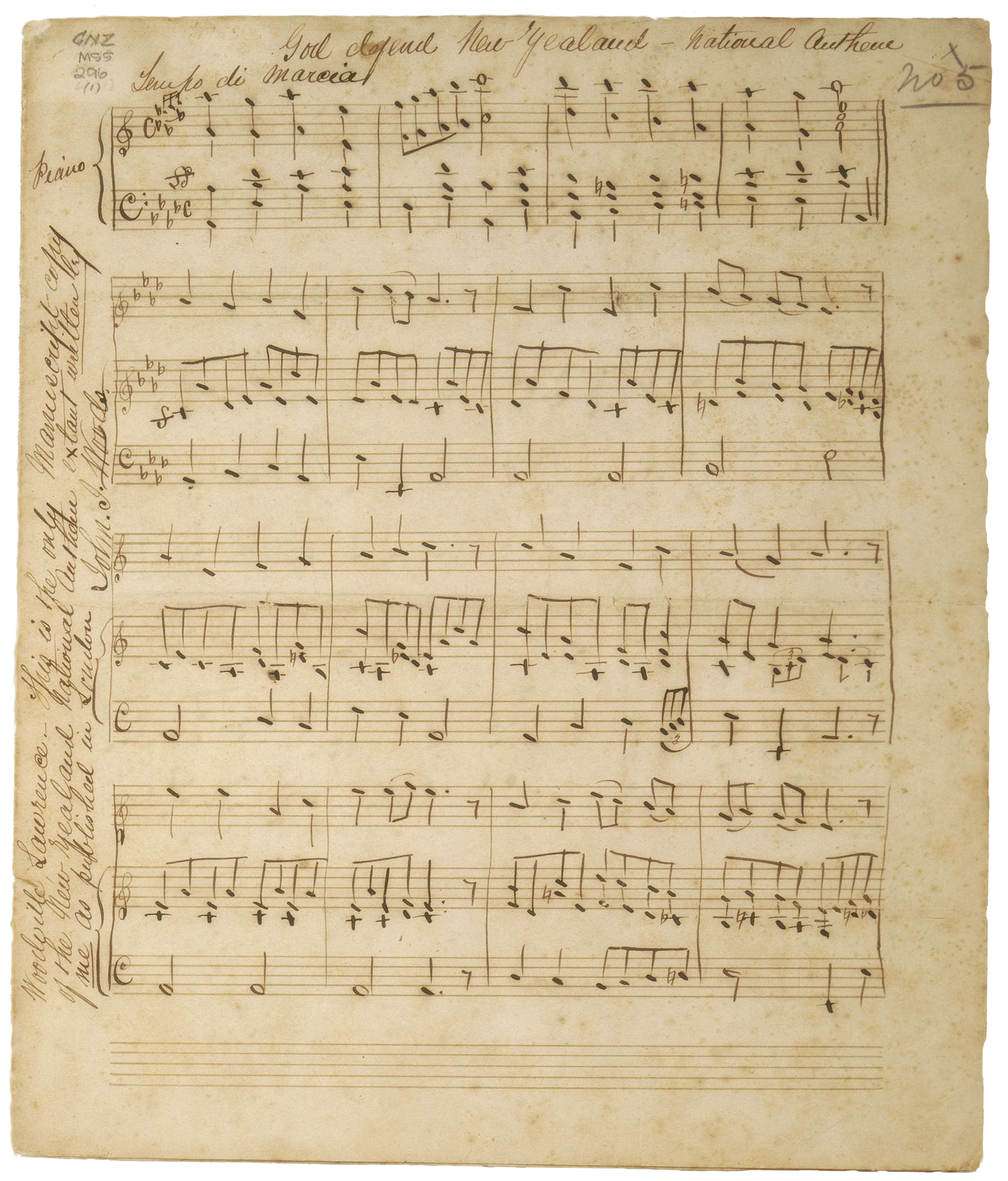
Az eredeti kotta kézirata 1876. júniusából

Az „Isten óvja Új-Zélandot” angolul God Defend New Zealand Új-Zéland egyik hivatalos nemzeti himnusza az „Isten óvja a királynőt” mellett. Bár a két himnusz egyenrangú, hivatalos alkalmakkor csak az Isten óvja Új-Zélandot használatos.

## Története
A szöveget Thomas Bracken költő írta az 1870-es években. 1876-ban pályázatot írtak ki a megzenésítésére. A győztes John Joseph Woods lett, aki egyetlen este írta meg a zenét, miután értesült a pályázatról.
A dal egyre nagyobb népszerűségre tett szert a 19. század végén és a 20. század elején. 1940-ben az új-zélandi kormány megvásárolta a szerzői jogát. 1976-ban kérvényezték II. Erzsébet brit királynőtől, hogy második nemzeti himnuszukká válhasson, ami 1977. november 21-én meg is történt.
A dalnak öt versszaka van, angolul írták és maori nyelvre is lefordították. Rendszerint csak az első versszakot éneklik, először az egyik nyelven, majd a másikon.
| God of Nations at Thy feet, In the bonds of love we meet, Hear our voices, we entreat, God defend our free land. Guard Pacific's triple star, From the shafts of strife and war, Make her praises heard afar, God defend New Zealand. Men of ev'ry creed and race, Gather here before Thy face, Asking Thee to bless this place, God defend our free land. From dissension, envy, hate, And corruption guard our State, Make our country good and great, God defend New Zealand. Peace, not war, shall be our boast, But, should foes assail our coast, Make us then a mighty host, God defend our free land. Lord of battles, in Thy might, Put our enemies to flight, Let our cause be just and right, God defend New Zealand. Let our love for Thee increase, May Thy blessings never cease, Give us plenty, give us peace, God defend our free land. From dishonour and from shame, Guard our country's spotless name, Crown her with immortal fame, God defend New Zealand. May our mountains ever be Freedom's ramparts on the sea, Make us faithful unto thee, God defend our free land. Guide her in the nations' van, Preaching love and truth to man, Working out Thy Glorious plan, God defend New Zealand. | E Ihowā Atua, O ngā iwi mātou rā Āta whakarongona; Me aroha noa Kia hua ko te pai; Kia tau tō atawhai; Manaakitia mai Aotearoa Ōna mano tāngata Kiri whero, kiri mā, Iwi Māori Pākehā, Rūpeke katoa, Nei ka tono ko ngā hē Māu e whakaahu kē, Kia ora mārire Aotearoa Tōna mana kia tū! Tōna kaha kia ū; Tōna rongo hei pakū Ki te ao katoa Aua rawa ngā whawhai Ngā tutū a tata mai; Kia tupu nui ai Aotearoa Waiho tona takiwā Ko te ao mārama; Kia whiti tōna rā Taiāwhio noa. Ko te hae me te ngangau Meinga kia kore kau; Waiho i te rongo mau Aotearoa Tōna pai me toitū Tika rawa, pono pū; Tōna noho, tana tū; Iwi nō Ihowā. Kaua mōna whakamā; Kia hau te ingoa; Kia tū hei tauira; Aotearoa |